# 高橋誠 (教育学者)
高橋 誠（たかはし まこと、1943年 - ）は、日本の教育学者（博士（教育学）、東洋大学（2002年））。
株式会社創造開発研究所代表、日本創造学会評議員長（元会長・元理事長）、日本教育大学院大学名誉教授、一般社団法人日本起業アイディア実現プロジェクト理事長、NPOエコリテラシー協会理事長、経営関連学会協議会理事をそれぞれ務める。静岡県静岡市出身。

## 略歴
- 東京教育大学心理学科卒業
- 筑波大学大学院修士課程修了（カウンセリング専攻）
- 東洋大学大学院博士課程修了（教育学）
- 自由が丘産能短期大学専任講師、同経営管理研究所研究員
- 株式会社創造開発研究所設立、代表
- 日本創造学会理事長
- 日本創造学会会長
- 学校法人昌平学園理事長
- 日本教育大学院大学理事・研究科長
- NPO法人日本青少年キャリア教育協会理事長
- 一般社団法人　次代の教育を共に拓く会理事長
- 一般社団法人グローバル人材協会常務理事
- 株式会社アイディアポイント取締役会長

## 所属学会
- 日本創造学会
- こども環境学会

## 著書

### 単著
- 問題解決手法の知識（日経文庫）
- 会議の進め方（日経文庫）
- 企画力をつける（日本経済新聞社）
- 企画書の書き方が面白いほどわかる本（中経出版社）
- 図解！解決力（日科技連出版社）
- 図解　問題解決の技法(日科技連出版社)
- 伸びる会社は会議がうまい（河出書房新社）
- これだけは知っておくべき数字（河出書房新社）
- 速攻！ビジネス発想法（日本経済新聞社）
- 仕事ができる人の問題解決の技術（東洋経済新報社）
- アイデアが面白いほど出てくる本（中経出版社）
- ブレインライティング（東洋経済新報社）
- ひらめきの法則（日経ビジネス人文庫）
- チャレンジ！ホームステイの英会話（三修社）
- フリーターにはゼッタイになるな！！（栄光出版部）
- 最新のネーミング強化書（PHPビジネス新書）

### 編著
- 創造力事典（日科技連出版社）
- 実例で学ぶ　創造技法(日科技連出版社)
- 新商品開発技法ハンドブック（日本ビジネスレポート）
- 創造開発技法ハンドブック（日本ビジネスレポート）
- 教育研修技法ハンドブック（日本ビジネスレポート）
- マーケティング技法ハンドブック（日本ビジネスレポート）
- マーケティング・トランスファー8つの法則（宣伝会議）
- 教師のための｢教育メソッド」入門（教育評論社）
- 発想と企画の心理学（朝倉書店）
- 企画の王道（毎日コミュニケーションズ）
- ベストセラーネーミングの技術（中経出版）
- ネーミングコンセプト51（日本コンサルタントグループ）
- 団塊家族（PHP研究所）
- 共立（ともだち）夫婦（日科技連出版社）

### 共著
- 広告企画書のかき方・つくり方 “広告企画と問題解決プロセス”（宣伝会議）
- 商品復活のマーケティング・システム（PHP研究所）
- 説明と説得のためのプレゼンテーション　“プレゼンを企画する”（共立出版）
- ブロードバンド生活読本（日科技連出版社）
- 論理的なのに、できない人の法則（日経プレミア新書）

### 外国出版
- 創造技法手冊（中国）（上海科学普及出版社）
- 解決問題的芸術（台湾）（建宏出版社）
- 創造力事典（韓国）（毎日経済新聞社）
- 図解！解決力！（タイ）（Technology Promotion Association）
- ブレインライティング（韓国）（IASO Publishing）
- 高効率企画会議入門（台湾）（三思堂）
- ベストネーミング戦略（韓国）（情報旅行出版社）